# باتلفيلد 5
باتلفيد 5 (بالإنجليزية: Battlefield V)‏ هي لعبة فيديو منتصويب منظور الشخص الأول، طورت من قبل إي آيه دايس ونشر إلكترونيك آرتس بغض النظر عن كونها تحمل الرقم 5 أو V بالرومانية فهي اللعبة السادسة عشر من سلسلة باتلفيلد. تقع أحداثها في الحرب العالمية الثانية ويتواجد في اللعبة الطور الشهير باتل رويال.

## وصلات خارجية
- باتلفيلد 5 على موقع IMDb (الإنجليزية)